# Antiblemma laranda
Antiblemma laranda là một loài bướm đêm trong họ Erebidae.